# Nguyễn Công Nghiệp
Nguyễn Công Nghiệp (sinh ngày 15 tháng 10 năm 1953) là một lãnh đạo Đảng, Nhà nước, Chuyên gia và chính trị gia người Việt Nam. Ông hiện là Bí thư đảng ủy; Giáo sư, tiến sĩ kinh tế; nhà quản lý kinh tế và nghiên cứu kinh tế; Thành viên tổ Tư vấn chính sách tài chính tiền tệ quốc gia và Tổ tư vấn Kinh tế của Thủ tướng Chính phủ; nguyên Thứ trưởng Thường trực Bộ Tài chính Việt Nam; nguyên Phó Trưởng ban Kinh tế Trung ương. Hiện nay ông là Phó Hiệu trưởng trường Đại học Kinh Doanh và Công Nghệ Hà Nội.

## Tiểu sử
Từ 1972 đến 1978, Nguyễn Công Nghiệp học đại học Tài chính Matxcơva (Liên Xô). Sau đó, từ năm 1979 đến năm 1985, ông công tác tại Vụ Công nghiệp nặng, Vụ Đầu tư Bộ Tài chính. Từ 1985 đến 1988 ông làm nghiên cứu sinh tại Moscow; bảo vệ luận án tiến sĩ, rồi về nước công tác tại Viện Khoa học Tài chính, giữ các chức vụ Phó Viện trưởng rồi Viện trưởng. Năm 1999 ông được bổ nhiệm làm Vụ trưởng Vụ Ngân sách Nhà nước, Bộ Tài chính.
Từ 2002, ông làm Thứ trưởng, Ủy viên Ban cán sự Đảng Bộ Tài chính, từ năm 2008 giữ chức Thứ trưởng Thường trực, Bí thư Đảng ủy Bộ Tài chính (khóa 2007-2011). Ông cũng là Thành viên Hội đồng tư vấn chính sách tiền tệ quốc gia và tổ tư vấn kinh tế của Thủ tướng chính phủ, ủy viên Hội đồng Giáo sư Nhà nước Việt Nam.
Tháng 11 năm 2014 ông nghỉ hưu. Năm 2015 ông thôi giữ chức vụ Phó trưởng ban Kinh tế Trung ương.
Năm 2018, Nguyễn Công Nghiệp làm Phó Hiệu trưởng Trường Đại học Kinh doanh và Công nghệ Hà Nội và từ năm 2021 đến nay giữ chức Phó Hiệu trưởng thường trực. Trong thời gian giữ chức vụ Phó Hiệu trưởng Thường trực, vào năm 2024, Nguyễn Công Nghiệp bị nhiều thông tin cho rằng ông vi phạm pháp luật khi sử dụng chữ ký đóng dấu của Hiệu trưởng (ông Trần Phương) trong các báo cáo về tài chính của trường này, tuy nhiên sau đó trường đã ra văn bản bác bỏ những nghi vấn trên.
Ông bảo vệ luận án Tiến sĩ năm 1989 và nhận học hàm Giáo sư Kinh tế năm 2002.

## Tác phẩm
- Tài chính trong nền kinh tế thị trường và định hướng phát triển ở Việt Nam (1991)
- Thực trạng và xu hướng cải cách ngân sách nhà nước và ngân sách địa phương ở các nước tư bản phát triển (1991)
- Việt Nam-The Blazing Flame of Reforms(Việt Nam-Ngọn lửa cải cách bùng cháy) (1993)
- Công nghệ ngân hàng (1993)
- Xếp hạng tín nhiệm-nguyên lý và thực tiễn (1995)
- Tỷ giá hối đoái-phương pháp tiếp cận và nghệ thuật điều chỉnh (1996)
- Từ điển thuật ngữ chứng khoán (1998)
- Kinh tế tài chính thế giới (2000)
- Đổi mới ngân sách nhà nước (2002)
- Phân phối trong nền kinh tế thị trường định hướng XHCN (2006)
- Minh Chuyên - Cây bút hậu chiến (2024)[7]

## Khen thưởng
Ông được Nhà nước Việt Nam trao tặng:
- Huân chương Độc lập hạng Nhì (2014)[8]
- Huân chương Lao động hạng II của Lào.[9]